# عبد اللطيف أحمد
عبد اللطيف أحمد (13 أغسطس 1983 في مصر - ) هو لاعب كرة طائرة مصر في مركز وسط ‏. شارك في الألعاب الأولمبية الصيفية 2008. ولعب مع النادي الأهلي.

## وصلات خارجية
- عبد اللطيف أحمد على موقع أوليمبيديا (الإنجليزية)